# سوسیالیسم مسیحی
سوسیالیسم مسیحی یک فلسفه مذهبی و سیاسی است که مسیحیت و سوسیالیسم را در هم می آمیزد و سیاست چپ و اقتصاد سوسیالیستی را بر اساس کتاب مقدس و آموزه های عیسی تأیید می کند. بسیاری از سوسیالیست های مسیحی معتقدند سرمایه داری بت پرستی است و ریشه در گناه طمع دارد .سوسیالیست های مسیحی علت نابرابری اجتماعی را حرص و آزمندی می دانند که با سرمایه داری مرتبط می کنند. سوسیالیسم مسیحی در آغاز قرن 19 به یک جنبش بزرگ در بریتانیا تبدیل شد. جنبش سوسیالیست مسیحی، که از سال 2013 به عنوان مسیحیان چپ شناخته می شود ، یک گروه رسمی، و همچنین یک جناح از حزب کارگر است . 
بر اساس دایره المعارف بریتانیکا ، سوسیالیسم یک دکترین اجتماعی و اقتصادی است که خواستار مالکیت عمومی و نه خصوصی یا کنترل مالکیت و منابع طبیعی است. طبق دیدگاه سوسیالیستی، افراد منزوی زندگی یا کار نمی کنند، بلکه در همکاری با یک نفر زندگی می کنند. علاوه بر این، هر چیزی که مردم تولید می کنند به نوعی یک محصول اجتماعی است و هرکسی که در تولید یک کالا مشارکت می کند، حق دارد در آن سهمی داشته باشد. جوامع اولیه مسیحی نیز اشتراک کالاها و کار را انجام می دادند، شکل ساده ای از سوسیالیسم که متعاقباً در اشکال خاصی از رهبانیت دنبال شد . چندین فرقه رهبانی این اعمال را امروز ادامه می دهند.هوتریت ها به پایبندی دقیق به اصول کتاب مقدس و نظم کلیسا اعتقاد دارند و نوعی کمونیسم را تمرین می کردند . به گفته مورخان ماکس استانتون و راد یانزن، هوتریت ها "نظام سختگیرانه ای از Ordnungen را در جوامع خود ایجاد کردند، که قوانین و مقرراتی بود که بر همه جنبه های زندگی حاکم بود و چشم اندازی یکپارچه را تضمین می کرد. به عنوان یک سیستم اقتصادی، کمونیسم مسیحی . برای بسیاری از دهقانانی که از انقلاب اجتماعی در اروپای مرکزی قرن شانزدهم حمایت می کردند، جذاب بود، مانند جنگ دهقانان آلمانی ، و فردریش انگلس آناباپتیست ها را کمونیست های اولیه تلقی کرد.